# Tommy Shannon
Tommy Shannon (Tucson, 18 aprile 1946) è un bassista statunitense, noto soprattutto per aver fatto parte del trio Stevie Ray Vaughan and Double Trouble.
È considerato uno dei più influenti bassisti blues. Suona con un Fender Jazz Bass e con un Fender Precision Bass.
La figura di Tommy Shannon rimane nelle menti dei fan di Stevie Ray Vaughan come quella dell'amico fedele, del fratello adottivo ed inseparabile dello stesso chitarrista. Insieme hanno rinnovato le canoniche del blues fino ad allora conosciute.

## Carriera
Nel 1980 si aggiunse al batterista Chris Layton, entrando a far parte dei Double Trouble, la band del chitarrista texano Stevie Ray Vaughan, prendendo il posto del precedente bassista Jackie Newhouse.
Nel 1983 uscì l'album di debutto di Stevie Ray Vaughan and Double Trouble, Texas Flood, che ebbe un grande impatto, rimanendo per più di sei mesi nella classifica dei quaranta album più venduti negli Stati Uniti d'America e contribuendo a riportare il blues a nuovi livelli di popolarità.
Tommy Shannon accompagnò Stevie Ray Vaughan in studio e dal vivo fino alla morte del chitarrista, avvenuta nel 1990.
Nel 2001 ha pubblicato, assieme a Chris Layton, il primo album a nome Double Trouble, Been a Long Time, con la partecipazione di vari artisti alla chitarra e alla voce.
Nel 2015 è stato inserito nella Rock and Roll Hall of Fame, assieme a Stevie Ray Vaughan, Chris Layton e il tastierista Reese Wynans, che si aggiunse agli Stevie Ray Vaughan and Double Trouble nel 1985.